# Championnat de France de rugby à XV 1992-1993
Navigation
1991-1992 1993-1994
Le Championnat de France de rugby à XV 1992-1993 oppose 32 clubs répartis en quatre poules. Le championnat démarre le 1992 et se termine par une finale disputée le 5 juin 1993 au Parc des Princes. À l'issue d'une première phase qualificative, les équipes placées aux quatre premières places de chaque poule sont qualifiées pour disputer un Top 16 composé de quatre poules de quatre équipes. Les huit équipes classées aux deux premières places de chaque poule du Top 16 disputent ensuite une phase finale sur trois tours à élimination directe.

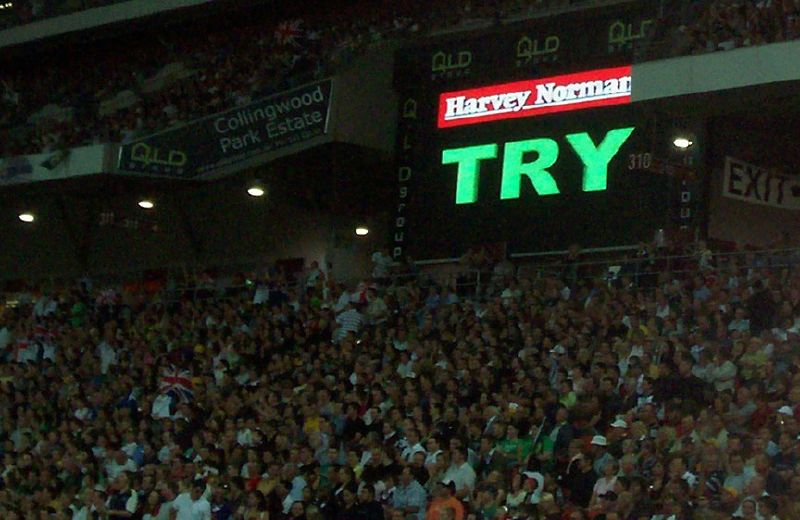
L'arbitrage vidéo n'existait pas à l'époque.

Contrairement aux saisons précédentes, les équipes du groupe B ne peuvent pas atteindre les phases finales du Groupe A en cours de saison. Dans les faits le Groupe B devient le 2e échelon du rugby français, mais le vainqueur remporte le titre de Champion de France Groupe B, différent du Championnat de France de 2e division. En 1995, le statut sera éclairci et le titre de Champion de France Groupe B supprimé. Lors de cette saison, également durant trois ans, la Coupe André Moga réunit en seconde partie de saison (en « consolante ») les équipes non-qualifiées pour le Top 16.
Le Castres olympique remporte le titre de champion après avoir battu 14 à 11 le FC Grenoble en finale à la suite d'un essai non valable accordé sur une erreur d'arbitrage. C'est le troisième bouclier de Brennus obtenu par l'équipe castraise, le précédent datant de 1950.

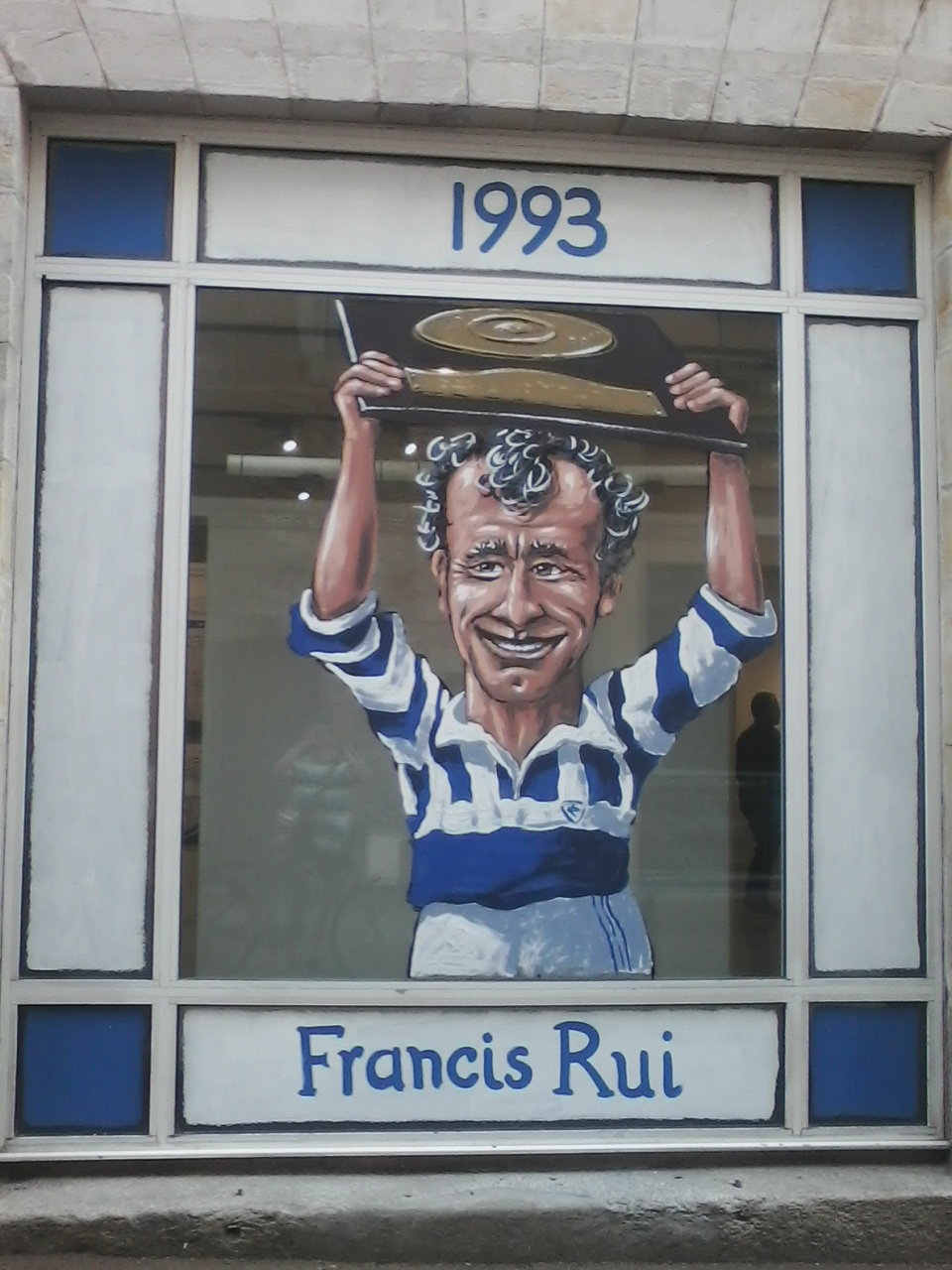
Hommage à Francis Rui, musée Jean Jaurès à Castres en 2018.

À l'issue de la saison, quatre clubs sont relégués dans le Groupe B : le RC Chalon, l'US Tyrosse, l'US Cognac et le CO Le Creusot. Ils sont remplacés par le CA Périgueux, le Stade dijonnais, le Lyon OU et le FC Lourdes. Les équipes de Digoin, SC Tulle, US Pontet, SA Saint-Sever, US caracassonne, AS Macon, US bressane, Stade lavelanétien, US Coarraze Nay, Saint-Céré Sports sont réléguées en 2e division.

## Groupe A
Les équipes sont listées dans leur ordre de classement à l'issue de la première phase qualificative. Les quatre premières équipes de chaque poule sont qualifiées pour le Top 16.

### Phase de groupes
| Poule 1 - RC Toulon - CA Bègles-Bordeaux - Stade toulousain - US Dax - FC Auch - SC Graulhet - RRC Nice - RC Chalon Poule 3 - RC Narbonne - FC Grenoble - Section paloise - AS Montferrand - Aviron bayonnais - Racing club de France - CS Bourgoin-Jallieu - US Cognac | Poule 2 - SU Agen - Tarbes Pyrénées - AS Béziers - Biarritz olympique - RC Nîmes - FCS Rumilly - Stade bordelais - Tyrosse RCS Poule 4 - USA Perpignan - Castres olympique - CA Brive - US Colomiers - Stade montois - Montpellier RC - Le Creusot - Avenir valencien |

### Top 16
Les équipes sont listées dans leur ordre de classement. Les deux premières équipes de chaque poules sont qualifiées pour les quarts de finale.
| Poule 1 - USA Perpignan - CA Brive - US Colomiers - Biarritz olympique Poule 3 - FC Grenoble - RC Narbonne - AS Béziers - Section paloise | Poule 2 - RC Toulon - Stade toulousain - CA Bègles-Bordeaux - AS Montferrand Poule 4 - SU Agen - Castres olympique - Tarbes Pyrénées - US Dax |

### Phase finale

#### Tableau
|  | Quarts de finale                                          | Quarts de finale                                          |                   |    | Demi-finales | Demi-finales |  |  | Finale                                    | Finale                                    |
|  | Quarts de finale                                          | Quarts de finale                                          |                   |    | Demi-finales | Demi-finales |  |  | Finale                                    | Finale                                    |
|  |                                                           |                                                           |                   |    |              |              |  |  |                                           |                                           |
|  | le 16 mai 1993 au Stade Marcel-Michelin, Clermont-Ferrand | le 16 mai 1993 au Stade Marcel-Michelin, Clermont-Ferrand |                   |    |              |              |  |  | le 5 juin 1993 au Parc des Princes, Paris | le 5 juin 1993 au Parc des Princes, Paris |
|  | le 16 mai 1993 au Stade Marcel-Michelin, Clermont-Ferrand | le 16 mai 1993 au Stade Marcel-Michelin, Clermont-Ferrand |                   |    |              |              |  |  | le 5 juin 1993 au Parc des Princes, Paris | le 5 juin 1993 au Parc des Princes, Paris |
|  | FC Grenoble                                               | 19                                                        |                   |    |              |              |  |  | le 5 juin 1993 au Parc des Princes, Paris | le 5 juin 1993 au Parc des Princes, Paris |
|  | FC Grenoble                                               | 19                                                        |                   |    |              |              |  |  | le 5 juin 1993 au Parc des Princes, Paris | le 5 juin 1993 au Parc des Princes, Paris |
|  | Stade toulousain                                          | 17                                                        |                   |    |              |              |  |  | le 5 juin 1993 au Parc des Princes, Paris | le 5 juin 1993 au Parc des Princes, Paris |
|  | Stade toulousain                                          | 17                                                        | FC Grenoble       | 21 |              |              |  |  | le 5 juin 1993 au Parc des Princes, Paris | le 5 juin 1993 au Parc des Princes, Paris |
|  |                                                           |                                                           | FC Grenoble       | 21 |              |              |  |  | le 5 juin 1993 au Parc des Princes, Paris | le 5 juin 1993 au Parc des Princes, Paris |
|  |                                                           | SU Agen                                                   | 15                |    |              |              |  |  | le 5 juin 1993 au Parc des Princes, Paris | le 5 juin 1993 au Parc des Princes, Paris |
|  | SU Agen                                                   | SU Agen                                                   | 15                | 33 |              |              |  |  | le 5 juin 1993 au Parc des Princes, Paris | le 5 juin 1993 au Parc des Princes, Paris |
|  | SU Agen                                                   |                                                           |                   | 33 |              |              |  |  | le 5 juin 1993 au Parc des Princes, Paris | le 5 juin 1993 au Parc des Princes, Paris |
|  | CA Brive                                                  | 16                                                        |                   |    |              |              |  |  | le 5 juin 1993 au Parc des Princes, Paris | le 5 juin 1993 au Parc des Princes, Paris |
|  | CA Brive                                                  | 16                                                        | FC Grenoble       | 11 |              |              |  |  |                                           |                                           |
|  |                                                           |                                                           | FC Grenoble       | 11 |              |              |  |  |                                           |                                           |
|  |                                                           | Castres olympique                                         | 14                |    |              |              |  |  |                                           |                                           |
|  | Castres olympique                                         | Castres olympique                                         | 14                | 71 |              |              |  |  |                                           |                                           |
|  | Castres olympique                                         |                                                           |                   | 71 |              |              |  |  |                                           |                                           |
|  | RC Narbonne                                               | 54                                                        |                   |    |              |              |  |  |                                           |                                           |
|  | RC Narbonne                                               | 54                                                        | Castres olympique | 17 |              |              |  |  |                                           |                                           |
|  |                                                           |                                                           | Castres olympique | 17 |              |              |  |  |                                           |                                           |
|  |                                                           | RC Toulon                                                 | 16                |    |              |              |  |  |                                           |                                           |
|  | RC Toulon                                                 | RC Toulon                                                 | 16                | 10 |              |              |  |  |                                           |                                           |
|  | RC Toulon                                                 |                                                           |                   | 10 |              |              |  |  |                                           |                                           |
|  | USA Perpignan                                             | 9                                                         |                   |    |              |              |  |  |                                           |                                           |
|  | USA Perpignan                                             | 9                                                         |                   |    |              |              |  |  |                                           |                                           |

#### Quarts de finale
|  | SU Agen | 33 – 16 | CA Brive |  |
|  |         |         |          |  |
|  |         |         |          |  |

| 16 mai 1993 | FC Grenoble ---- 1 Philippe Tapié - 2 Gilbert Brunat (Fréderic Aimard, 48e) - 3 Franck Capdeville 4 Olivier Merle - 5 Olivier Brouzet 6 Gregory Kacala - 8 Džoni Mandić - 7 Hervé Chaffardon (Patrice Vacchino, 60e) 9 Franck Hueber (Dominique Mazille, 53e) - 10 Patrick Goirand 11 Brice Bardou - 12 Frédéric Vélo - 13 Willy Taofifénua - 14 Philippe Meunier (Xavier Cambres, 87e) 15 Cyril Savy ---- | 19 – 17 a. p. (8 – 6) | Stade toulousain                                                              | Stade Marcel-Michelin, Clermont-Ferrand 3 037 spectateurs Arbitre : Joël Dumé |
| 16 mai 1993 | Essai(s) : Vélo (53e), Bardou (97e); Pénalité(s) : Hueber 2 (14e, 38e) Drop(s) : Savy (42e) |                       | Essai(s) : Ougier (5e) Pénalité(s) : Ougier (12e), Marfaing 3 (44e, 58e, 92e) | Stade Marcel-Michelin, Clermont-Ferrand 3 037 spectateurs Arbitre : Joël Dumé |
| 16 mai 1993 | |                       |                                                                               | Stade Marcel-Michelin, Clermont-Ferrand 3 037 spectateurs Arbitre : Joël Dumé |

|  | RC Toulon | 10 – 9 | USA Perpignan |  |
|  |           |        |               |  |
|  |           |        |               |  |

|  | Castres olympique | 71 – 54 | RC Narbonne |  |
|  |                   |         |             |  |
|  |                   |         |             |  |

#### Demi-finales
| 29 mai 1993 | FC Grenoble ---- 1 Philippe Tapié - 2 Éric Ferruit - 3 Franck Capdeville 4 Olivier Merle - 5 Olivier Brouzet 6 Gregory Kacala - 8 Džoni Mandić (Patrice Vacchino, 76e) - 7 Hervé Chaffardon 9 Dominique Mazille (Franck Hueber, 93e) - 10 Patrick Goirand 11 Brice Bardou (Xavier Cambres, 96e) - 12 Frédéric Vélo - 13 Willy Taofifénua - 14 Philippe Meunier 15 Cyril Savy ---- | 21 – 15 a. p. (0 – 6) | SU Agen                                             | Stade de la Méditerranée, Béziers Arbitre : M. Thomas |
| 29 mai 1993 | Essai(s) : Goirand (99e), Cambres (106e); Transformation(s) : Hueber (99e) Pénalité(s) : Vélo (41e), Savy (80e) Drop(s) : Hueber (97e) |                       | Pénalité(s) : Montlaur 5 (16e, 30e, 82e, 95e, 101e) | Stade de la Méditerranée, Béziers Arbitre : M. Thomas |
| 29 mai 1993 | |                       |                                                     | Stade de la Méditerranée, Béziers Arbitre : M. Thomas |

|  | Castres olympique | 17 – 16 | RC Toulon |  |
|  |                   |         |           |  |
|  |                   |         |           |  |

#### Finale
(mt : 3 – 5)
Points marqués : 
- Castres : 1 essai de Whetton, 2 pénalités de Labit, 1 drop de Rui
- Grenoble : 1 essai de Vélo, 2 pénalités de Savy et Hueber

Évolution du score :
Arbitre : Daniel Salles
Résumé
Un essai d'Olivier Brouzet est refusé aux Grenoblois, et l'essai décisif de Gary Whetton est accordé par Daniel Salles, l'arbitre de la rencontre, alors que le Grenoblois Franck Hueber a aplati au préalable le ballon dans son en-but,. Cette erreur d'arbitrage permet au Castres olympique de remporter le titre. Toutefois, l'arbitrage vidéo n'existait pas à l'époque. Jacques Fouroux en conflit avec la Fédération crie au complot,, mais le FC Grenoble ne dépose pas de réclamation auprès de la Fédération française de rugby au sujet de l'arbitrage. Salles reconnaît treize ans plus tard qu'il a commis une faute d'arbitrage ce jour-là, privant ainsi les Grenoblois du titre,.
Cette finale est aujourd’hui considéré comme une des plus sombres affaires du rugby français et le sentiment d’injustice des Grenoblois est encore 20 ans après toujours bien présent.
| Castres olympique Titulaires Laurent Labit 15 Jean-Bernard Bergès 14 Adrian Lungu 13 Nicolas Combes 12 Christophe Lucquiaud 11 (cap.) Francis Rui 10 Cédric Tonini 9 Alain Carminati 8 Gilbert Pagès 7 José Díaz 6 Gary Whetton 5 Thierry Bourdet 4 Thierry Lafforgue 3 Christophe Urios 2 Laurent Toussaint 1 Remplaçants Jean Luc Vidal 16 Christian Batut 17 Jean Philippe Swiadeck 18 Éric Minniti 19 Maurice Bille 20 Philippe Oms 21 Entraîneurs Alain Gaillard Jacques Cauquil |  | FC Grenoble Titulaires 15 Cyril Savy 14 Philippe Meunier 13 Willy Taofifénua 12 Frédéric Vélo 11 Brice Bardou 10 Patrick Goirand 9 Dominique Mazille 8 Džoni Mandić 7 Hervé Chaffardon (cap.) 6 Gregory Kacala 5 Olivier Brouzet 4 Olivier Merle 3 Franck Capdeville 2 Éric Ferruit 1 Philippe Tapié Remplaçants 16 Martial Servantes 17 Xavier Cambres 18 Franck Hueber 19 Patrice Vacchino 20 Gilbert Brunat 21 Arnaud Bazin Entraîneurs Jacques Fouroux Michel Ringeval |

### Coupe André Moga
| Pos | Équipe          | Points |
| --- | --------------- | ------ |
| 1   | FC Auch         | 16     |
| 2   | Montpellier RC  | 14     |
| 3   | Stade bordelais | 12     |
| 4   | RC Chalon       | 6      |

| Pos | Équipe           | Points |
| --- | ---------------- | ------ |
| 1   | RCS Rumilly      | 14     |
| 2   | Aviron bayonnais | 12     |
| 3   | Avenir valencien | 12     |
| 4   | US Cognac        | 10     |

| Pos | Équipe        | Points |
| --- | ------------- | ------ |
| 1   | SC Graulhet   | 16     |
| 2   | RC Nîmes      | 14     |
| 3   | RRC Nice      | 10     |
| 4   | CO Le Creusot | 8      |

| Pos | Équipe                | Points |
| --- | --------------------- | ------ |
| 1   | Racing Club de France | 16     |
| 2   | Stade montois         | 14     |
| 3   | CS Bourgoin-Jallieu   | 12     |
| 4   | US Tyrosse            | 6      |

|  | Qualification pour les demi-finales (no 1). |
|  | Relégation en Groupe B (no 4).              |

#### Phase finale
- Demi-finales : Auch-Racing 39-19
- Rumilly-Graulhet

##### Finale
(mt : 0 - 23)
Points marqués : 
- Rumilly : 5 essais de Géraci (2), Michard, Y.Perillat et Lugier, 5 transformations et 3 pénalités de Hasagic

| FC Rumilly Titulaires Hasagic 15 P. Berthet, 14 D. Périllat (puis Damesin, 74e) 13 L.Vélo (puis Mallenjoud, 40e) 12 Lugier 11 Comba 10 Y. Périllat (cap.) 9 Géraci 8 Berthet 7 Hermans 6 Lubungu 5 Puthon 4 Laruaz 3 Michard (puis Moine Fab, 52e) 2 Echaniz (puis Mounier, 40e) 1 |  | FC Auch Titulaires 15 Labric (puis Auzou, 40e) 14 Ducès 13 Lussan 12 Pujo (puis Darroque, 40e) 11 Lauray 10 Cazeaux 9 Milhas 8 Escoffier 7 Ortet 6 Dorrique 5 Porcu 4 Gaussens J. Roca (puis C. Roca, 40e) 2 Perusin (cap.) (puis Beredere, 40e) 1 Pomès |

## Groupe B

### Phase de groupes

#### Groupe B1
| Pos | Équipe                       | Points |
| --- | ---------------------------- | ------ |
| 1   | FC Lourdes (R)               | 34     |
| 2   | Stade rochelais (R)          | 34     |
| 3   | AS Mérignac                  | 33     |
| 4   | RC Châteaurenard             | 32     |
| 5   | FC Oloron                    | 29     |
| 6   | Ussel                        | 24     |
| 7   | Stade ruthénois (R)          | 22     |
| 8   | FC Villefranche-de-Lauragais | 16     |

| Pos | Équipe           | Points |
| --- | ---------------- | ------ |
| 1   | ASPTT Paris      | 32     |
| 2   | US Bergerac      | 32     |
| 3   | US Montauban (R) | 31     |
| 4   | Valence sportif  | 30     |
| 5   | SC Angoulême     | 28     |
| 6   | US Oyonnax       | 28     |
| 7   | SA Hagetmau      | 22     |
| 8   | Istres sports    | 21     |

| Pos | Équipe              | Points |
| --- | ------------------- | ------ |
| 1   | US Marmande         | 36     |
| 2   | SC Mazamet (R)      | 32     |
| 3   | CO Périgueux (R)    | 31     |
| 4   | USM Montélimar      | 30     |
| 5   | SO Voiron           | 27     |
| 6   | SC Albi             | 24     |
| 7   | Lombez Samatan club | 24     |
| 8   | Blagnac SC          | 20     |

| Pos | Équipe                  | Points |
| --- | ----------------------- | ------ |
| 1   | Stade dijonnais         | 36     |
| 2   | US Romans (R)           | 33     |
| 3   | Cahors Rugby            | 33     |
| 4   | Stade aurillacois       | 28     |
| 5   | Stade saint-gaudinois   | 27     |
| 6   | Miélan                  | 25     |
| 7   | Stade montchaninois (R) | 24     |
| 8   | US Orthez               | 18     |

#### Groupe B2
| Pos | Équipe                      | Points |
| --- | --------------------------- | ------ |
| 1   | RC Strasbourg               |        |
| 2   | Paris université club       |        |
| 3   | AC Boulogne-Billancourt (P) |        |
| 4   | RC Vichy                    |        |
| 5   | RC Orléans (P)              |        |
| 6   | US bressane                 |        |
| 7   | AS Mâcon (P)                |        |
| 8   | Digoin (P)                  |        |

| Pos | Équipe                | Points |
| --- | --------------------- | ------ |
| 1   | Lyon OU (P)           |        |
| 2   | RC Cannes (P)         |        |
| 3   | CS Vienne             |        |
| 4   | RC Hyères (P)         |        |
| 5   | La Voulte sportif (P) |        |
| 6   | US Thuir              |        |
| 7   | Le Pontet (P)         |        |
| 8   | US Carcassonne        |        |

| Pos | Équipe                      | Points |
| --- | --------------------------- | ------ |
| 1   | USA Limoges                 |        |
| 2   | Avenir aturin (P)           |        |
| 3   | Saint-Paul sports rugby (P) |        |
| 4   | SC Tulle                    |        |
| 5   | AS Fleurance (P)            |        |
| 6   | Saint-Céré Sports           |        |
| 7   | CA Sarlat (P)               |        |
| 8   | SA Saint-Sever              |        |

| Pos | Équipe               | Points |
| --- | -------------------- | ------ |
| 1   | Stade bagnérais (P)  |        |
| 2   | Saint-Jean-de-Luz OR |        |
| 3   | ES Catalane (P)      |        |
| 4   | Saint-Girons SC      |        |
| 5   | SC Pamiers (P)       |        |
| 6   | SC Rieumois (P)      |        |
| 7   | Stade lavelanétien   |        |
| 8   | US Coarraze Nay      |        |

### Seconde phase
| Pos | Équipe        | Points |
| --- | ------------- | ------ |
| 1   | Marmande      |        |
| 2   | Aurillac      |        |
| 3   | FC Oloron     |        |
| 4   | Avenir aturin |        |

| Pos | Équipe          | Points |
| --- | --------------- | ------ |
| 1   | Stade Dijonnais |        |
| 2   | Valence sportif |        |
| 3   | SC Angoulême    |        |
| 4   | ES Catalane     |        |

| Pos | Équipe          | Points |
| --- | --------------- | ------ |
| 1   | Voiron          |        |
| 2   | Stade rochelais |        |
| 3   | Montélimar      |        |
| 4   | ACBB            |        |

| Pos | Équipe                | Points |
| --- | --------------------- | ------ |
| 1   | RC Châteaurenard      |        |
| 2   | ASPTT                 |        |
| 3   | Stade saint-gaudinois |        |
| 4   | CS Vienne             |        |

| Pos | Équipe        | Points |
| --- | ------------- | ------ |
| 1   | Marmande      |        |
| 2   | Aurillac      |        |
| 3   | FC Oloron     |        |
| 4   | Avenir aturin |        |

| Pos | Équipe            | Points |
| --- | ----------------- | ------ |
| 1   | FC Lourdes        |        |
| 2   | Lyon OU           |        |
| 3   | Saint-Paul sports |        |
| 4   | Montauban         |        |

| Pos | Équipe               | Points |
| --- | -------------------- | ------ |
| 1   | Périgueux            |        |
| 2   | Cahors Rugby         |        |
| 3   | Stade bagnérais      |        |
| 4   | Saint-Jean-de-Luz OR |        |

| Pos | Équipe        | Points |
| --- | ------------- | ------ |
| 1   | US Romans     |        |
| 2   | SC Mazamet    |        |
| 3   | RC Strasbourg |        |
| 4   | RC Cannes     |        |

### Phase finale

#### Quarts de finale
Les équipes dont le nom est en caractères gras sont qualifiées pour les demi-finales
| Équipe 1        | Équipe 2              | Résultat |
| --------------- | --------------------- | -------- |
| CA Périgueux    | Stade rochelais       | 27-21    |
| FC Lourdes      | Paris université club | 40-32    |
| Stade dijonnais | Stade saint-gaudinois | 18-15    |
| Lyon OU         | Valence sportif       | 14-9     |

#### Demi-finales
| Équipe 1        | Équipe 2   | Résultat |
| --------------- | ---------- | -------- |
| CA Périgueux    | FC Lourdes | 24-18    |
| Stade dijonnais | Lyon OU    | 15-12    |

#### Finale
(mt : 6 – 6)
Points marqués : 
- Périgueux : 1 pénalité de Donnadier, 2 drops de Hivert et Donnadier
- Dijon : 2 pénalités de Miguet

| CA Périgueux Titulaires Mercier 15 Granja 14 Blum 13 Grumbach 12 Boussarie 11 Donnadier 10 Hivert 9 Thierry Labrousse (cap.) 8 Bouchet 7 Magne puis Rossignol 6 Mathieu 5 Martin 4 Laval 3 Rumbao 2 Blondy 1 |  | Stade dijonnais Titulaires 15 Debardieux puis Noui 14 Chapuis 13 Pautherat 12 Mayer 11 Miguet 10 Carteau 9 Clavelier 8 Guillot 7 Descaillot 6 Sautedé 5 Laurent Bonventre 4 Lhomme 3 Di Stéfano (cap.) 2 Amiot puis François 1 Robelet |

### Phase de relégation
Les équipes restantes des Groupes B1 et B2 sont réparties en 8 poules de 4 équipes. L'équipe terminant 4e est reléguée en 2e division. L'équipe terminant 3e, joue les barrages de relégation.
| Pos | Équipe     | Points |
| --- | ---------- | ------ |
| 1   | Fleurance  |        |
| 2   | US Oyonnax |        |
| 3   | RC Vichy   |        |
| 4   | Digoin     |        |

| Pos | Équipe          | Points |
| --- | --------------- | ------ |
| 1   | Saint-Girons SC |        |
| 2   | Miélan          |        |
| 3   | US Coarraze Nay |        |
| 4   | SC Tulle        |        |

| Pos | Équipe     | Points |
| --- | ---------- | ------ |
| 1   | SC Pamiers |        |
| 2   | Albi       |        |
| 3   | RC Hyères  |        |
| 4   | US Pontet  |        |

| Pos | Équipe            | Points |
| --- | ----------------- | ------ |
| 1   | RC Orléans        |        |
| 2   | Ussel             |        |
| 3   | La Voulte sportif |        |
| 4   | SA Saint-Sever    |        |

| Pos | Équipe              | Points |
| --- | ------------------- | ------ |
| 1   | Stade montchaninois |        |
| 2   | FC villefranchois   |        |
| 3   | Saint-Céré Sports   |        |
| 4   | US Carcassonne      |        |

| Pos | Équipe         | Points |
| --- | -------------- | ------ |
| 1   | US Orthez      |        |
| 2   | Lombez Samatan |        |
| 3   | SC Rieumois    |        |
| 4   | AS Mâcon       |        |

| Pos | Équipe        | Points |
| --- | ------------- | ------ |
| 1   | Blagnac rugby |        |
| 2   | CA Sarlat     |        |
| 3   | SA Hagetmau   |        |
| 4   | US bressane   |        |

| Pos | Équipe             | Points |
| --- | ------------------ | ------ |
| 1   | Stade ruthénois    |        |
| 2   | Istres             |        |
| 3   | US Thuir           |        |
| 4   | Stade lavelanétien |        |

### Barrages de relégation
| Équipe Groupe B   | Équipe 2e division | Résultat |
| ----------------- | ------------------ | -------- |
| US Coarraze Nay   | US Tours           | 21-43    |
| La Voulte sportif | Boucau Tarnos      | 48-7     |
| RC Hyères         | Lavaur             |          |
| RC Vichy          | Aubenas            |          |
| SA Hagetmau       | US Baigorri        |          |
| Saint-Céré Sports | Annecy             | 6-21     |
| SC rieumois       | Garazi             |          |
| US Thuir          | US Métro           | 14-9     |